# هارتبرگ امگبونگ
هارتبرگ امگبونگ (به آلمانی: Hartberg Umgebung) یک منطقهٔ مسکونی در اتریش است که در هارتبرگ فورستنفلد واقع شده‌است. هارتبرگ امگبونگ ۳۰٫۴۲ کیلومتر مربع مساحت دارد ۳۶۰ متر بالاتر از سطح دریا واقع شده‌است.